# ميخائيل إف. بولن
ميخائيل إف. بولن (بالإنجليزية: Michael F. Bolin)‏ هو قاضي ومحامي أمريكي، ولد في 1948 في برمنغهام في الولايات المتحدة.

## وصلات خارجية
- ميخائيل إف. بولن على موقع إن إن دي بي (الإنجليزية)